# Tổ chức Nhiếp ảnh Thế giới
Tổ chức Nhiếp ảnh Thế giới, viết tắt theo tiếng Anh là WPO (World Photography Organisation) là tổ chức phi chính phủ - phi lợi nhuận quốc tế tập hợp các tổ chức và cá nhân hoạt động trong lĩnh vực nghệ thuật và kỹ thuật nhiếp ảnh.
Tổ chức Nhiếp ảnh Thế giới thành lập năm 2007 theo sáng kiến đề xuất của CEO Scott Gray. Các thành viên người dân và các tổ chức của WPO đến từ hơn 180 quốc gia.
Tổ chức Nhiếp ảnh Thế giới tổ chức một danh mục các sự kiện quanh năm bao gồm Giải thưởng Nhiếp ảnh Thế giới của Sony và Hội chợ PHOTOFAIRS , hội thảo dành riêng để trình bày nhiếp ảnh nghệ thuật và hình ảnh chuyển động.
WPO cũng tao lập và cung cấp các sự kiện nhiếp ảnh  cho nhiều đối tác khác nhau, từ triển lãm của các nghệ sĩ cá nhân đến các nền tảng về chủ đề nhiếp ảnh liên quan đến các nghệ sĩ và giám tuyển từ hơn 20 nước.

Logo của Giải thưởng Nhiếp ảnh Thế giới SonyLogo của Giải thưởng Nhiếp ảnh Thế giới Sony
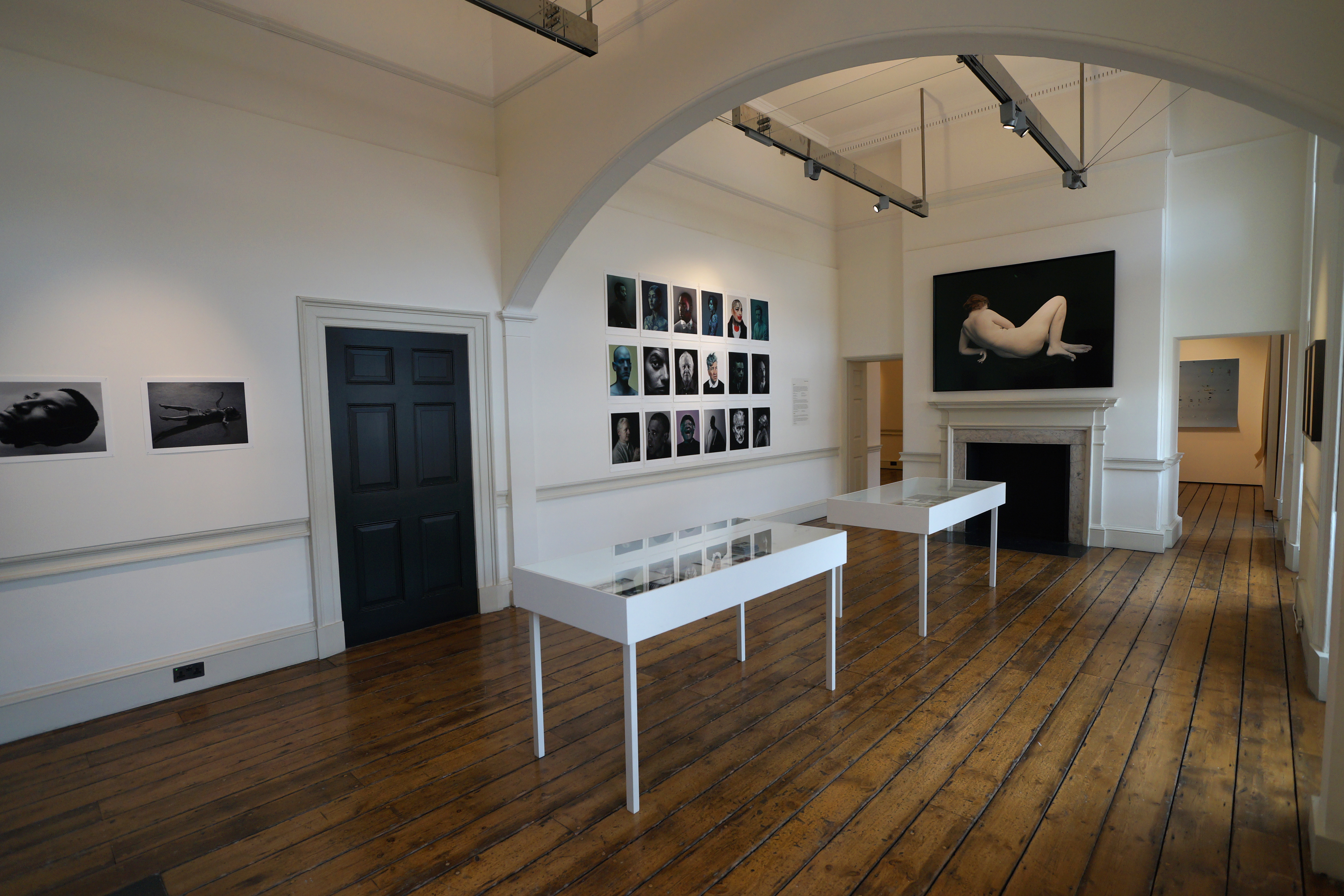
Tác phẩm của Nadav Kander được Giải thưởng năm 2019